# Seznam obcí Komárňanské župy
Seznam obcí ležících na území slovenské části bývalé Komárňanské župy. Obce jsou rozděleny podle současných okresů a uvedeny pod současným jménem.
Okres Dunajská Streda
- Města : Veľký Meder
- Obce: Okoč

Okres Komárno
- Města : Komárno, Kolárovo, Hurbanovo
- Obce:, Bajč, Bodza, Bodzianske Lúky, Brestovec, Čalovec, Číčov, Dedina Mládeže, Dulovce, Holiare, Chotín, Imeľ, Iža, Kameničná, Klížska Nemá, Lipové, Marcelová, Martovce, Modrany, Mudroňovo, Nesvady, Okoličná na Ostrove, Patince, Pribeta, Radvaň nad Dunajom, Sokolce, Svätý Peter, Šrobárová, Tôň, Trávnik, Veľké Kosihy, Virt, Vrbová nad Váhom, Zemianska Olča, Zlatná na Ostrove

Okres Nové Zámky
- Obce:, Branovo, Čechy, Dvory nad Žitavou, Dubník, Jasová, Kolta, Komoča, Rúbaň, Semerovo, Strekov, Zemné